# Bażant (zwyczajny)
Bażant (zwyczajny) (Phasianus colchicus) – gatunek dużego ptaka z rodziny kurowatych (Phasianidae). W stanie dzikim występuje w umiarkowanych obszarach Azji i na zachód po skrajnie południowo-wschodnią Europę w 30 podgatunkach. Introdukowany do wielu regionów na świecie, w tym do Europy Środkowej, do której sprowadzono go z Chin w średniowieczu. Nie jest zagrożony wyginięciem.
Długość ciała samców 75–89 cm, samic 53–62 cm; rozpiętość skrzydeł 70–90 cm. Występuje dymorfizm płciowy. U ptaków obojga płci występuje długi ogon. Samiec jest głównie rdzawobrązowy, pokryty ciemnymi plamkami. Głowa czarna, obecny zielonkawogranatowy nalot. Policzki i obszar nad okiem czerwone. Samica brązowa, pokryta ciemnymi plamkami. Zasiedlają różnorodne siedliska otwarte i półotwarte. Gniazdo mieści się na ziemi; samica składa 8–14 jaj, które wysiaduje sama przez 22–25 dni.

## Taksonomia
Po raz pierwszy zgodnie z zasadami nazewnictwa binominalnego gatunek ten opisał Karol Linneusz w 1758, w 1. tomie 10. edycji Systema Naturae. Odnotował, że bażanty występują w Afryce i Azji. Holotyp pochodził z okolic rzeki Rioni (Gruzja). Nowemu gatunkowi Linneusz nadał nazwę Phasianus colchicus; jest ona obecnie (2022) akceptowana przez Międzynarodowy Komitet Ornitologiczny (IOC).
Niektórzy autorzy uznają bażanta i bażanta pstrego (P. versicolor) za jeden gatunek. Zdają się one jednak należeć do innych gatunków. Próba introdukcji bażantów do Japonii zakończyła się niepowodzeniem, prawdopodobnie ze względu na konkurencję z bażantami pstrymi. Próby skrzyżowania przedstawicieli gatunku nie powiodły się. Na Hawajach, gdzie wprowadzono obydwa gatunki bażantów, ptaki te krzyżują się jednak z powodzeniem. Ptaki z podgatunku P. c. torquatus (bażant obrożny) bywają wydzielane do rangi osobnego gatunku. IOC wyróżnia 30 podgatunków, podobnie jak autorzy Handbook of the Birds of the World. Można je podzielić na 5 albo 6 grup. Ptaki z okolicy Morza Aralskiego opisano jako odrębny podgatunek, P. c. bergii, jednak zdają się być niemożliwe do odróżnienia od przedstawicieli P. c. turcestanicus.
W 2012 na łamach „The Journal of DNA Mapping, Sequencing, and Analysis” ukazał się artykuł poświęcony zsekwencjonowaniu genomu z mtDNA bażanta pochodzącego z Chin. Genom u tego gatunku liczy 16 692 pary zasad.

### Etymologia nazwy
Słowo bażant wzmiankowane jest w języku polskim od XV w. Według Słownika etymologicznego języka polskiego Aleksandra Brücknera z 1927 roku trafiło do języka polskiego z Czech od niem. Fasant. To z kolei pochodzi z greki: Phasianos ornis (Φασιανὸς ὂρνις), „ptak znad rzeki Phasis”. Epitet gatunkowy colchicus pochodzi od Kolchidy, historycznej krainy położonej na wybrzeżu Morza Czarnego (współczesna Gruzja).

## Zasięg występowania
Występowanie w zależności od podgatunku:

- P. c. septentrionalis – północny Kaukaz
- P. c. colchicus – bażant (zwyczajny)[3] – Kaukaz Południowy (Gruzja, Armenia, Azerbejdżan)
- P. c. talischensis – południowo-wschodni Kaukaz Południowy (Azerbejdżan, północno-środkowy Iran)
- P. c. persicus – południowo-zachodni Turkmenistan, północno-wschodni Iran
- P. c. principalis – południowo-wschodni Turkmenistan, północno-zachodni Afganistan
- P. c. chrysomelas – bażant białoskrzydły[3] – północny Turkmenistan, zachodni Uzbekistan
- P. c. zarudnyi – wschodni Turkmenistan
- P. c. bianchii – południowo-wschodni Uzbekistan, południowo-zachodni Tadżykistan, północno-wschodni Afganistan
- P. c. zerafschanicus – południowy Uzbekistan
- P. c. turcestanicus – południowy Kazachstan
- P. c. mongolicus – bażant kirgijski[3] – południowo-wschodni Kazachstan, północny Kirgistan
- P. c. shawii – bażant rdzaworzytny[3] – zachodnie Chiny
- P. c. tarimensis – Kotlina Kaszgarska
- P. c. vlangalii – Kotlina Cajdamska
- P. c. strauchi – północno-wschodni Qinghai
- P. c. sohokhotensis – wschodnie Gansu
- P. c. satscheuensis – zachodnie Gansu
- P. c. hagenbecki – zachodnia Mongolia
- P. c. edzinensis – południowo-środkowa Mongolia
- P. c. alaschanicus – Ningxia
- P. c. kiangsuensis – północno-wschodnie Chiny
- P. c. karpowi – północno-wschodnie Chiny do Korei
- P. c. pallasi – północno-wschodnia Syberia, północno-wschodnie Chiny, północno-wschodnia Korea
- P. c. suehschanensis – północno-zachodni Syczuan, południowe Gansu
- P. c. elegans – zachodni Syczuan do północno-zachodniego Junnanu, północno-wschodnia Mjanma, wschodni Tybet
- P. c. decollatus – centralne Chiny
- P. c. rothschildi – południowo-wschodni Junnan, północno-zachodni Wietnam
- P. c. takatsukasae – południowo-zachodni Guangdong, północno-wschodni Wietnam
- P. c. torquatus – bażant obrożny[3] – wschodnie Chiny
- P. c. formosanus – Tajwan

### Introdukcje
BirdLife International wymienia 49 państw, do których introdukowano bażanty. Ptaki te wprowadzono do różnych krajów, szczególnie w Europie, Ameryce Północnej (w tym na Hawaje), na wyspy Morza Karaibskiego (Eleuthera, Kuba, prawdopodobnie również Portoryko), Australię, Tasmanię i Nową Zelandię w celach łowieckich. W Afryce introdukowano bażanty do Maroka.
Możliwe, że pierwszym miejscem w Europie, do którego wprowadzono bażanty, były wybrzeża rzeki Rioni (dawniej Phasis, stąd nazwa Phasianus) w Gruzji. Później introdukowano je do Grecji, a następnie rozprzestrzeniły się na terenie całego Cesarstwa Rzymskiego. W Anglii wprowadzono je w 1299. Introdukowano je również do Irlandii, jednak brakuje historycznych zapisków pozwalających ustalić, kiedy miało to miejsce. Do Europy Środkowej bażanty sprowadzono z Chin w średniowieczu. W Polsce bażanty zaczęto wprowadzać w latach 60. XVI wieku, na Mazurach i Pomorzu pojawiły się w połowie XIX wieku.
Pierwsze bażanty dotarły do Stanów Zjednoczonych 13 marca 1881. Około 60 bażantów przybyło wtedy z Szanghaju na statku Otago do Port Townsend. Współczesny zasięg bażantów w Ameryce Północnej rozciąga się na obszarach rolniczych od południowej Kanady po Utah, Kalifornię, stany Nowej Anglii i na południe do Wirginii. W Ameryce Południowej wprowadzano je do chilijskiej prowincji Coyhaique od 27 grudnia 1995 do 27 czerwca 1996. Łącznie wypuszczono wówczas 2494 osobników. 20 lat później populacja nadal utrzymywała się w regionie, stąd do South American Classification Committee spłynęła propozycja wciągnięcia bażanta na listę południowoamerykańskich ptaków (rozpatrzono ją pozytywnie).
Do Australii po raz pierwszy wprowadzono bażanty w lub przed 1855, dokładniej do stanu Wiktoria, gdzie jednak ptaki te nie przeżyły. Na Tasmanię próbowano wprowadzać bażanty od początku lat 80. XX wieku, jednak próby nie powiodły się. Przynajmniej według stanu wiedzy z 1993 populacja bażantów przetrwała na wyspie King. Do Nowej Zelandii bażanty te sprowadzono po raz pierwszy w 1842, do Wellington; były to osobniki z Anglii. Według stanu wiedzy z początku lat 90. XX wieku na Wyspie Północnej bażanty są dość pospolite, występują na południe do południka 40°S, zaś na Wyspie Południowej populacje ustabilizowały się w okolicach Nelson, Canterbury i Otago. Próba introdukcji na Norfolk (przed 1913) nie powiodła się.

## Morfologia
Długość ciała samców 75–89 cm (na ogon przypada 42,5–59 cm), masa ciała 770–1990 g; długość ciała samic 53–62 cm (na ogon przypada 29–31 cm), masa ciała 545–1453 g; rozpiętość skrzydeł 70–90 cm. Długość czaszki wynosi 59–76 mm, z czego 30–49 mm przypada na dziób. Górna szczęka jest wypukła, na wysokości nozdrzy występuje zagłębienie. Dziób ostro zakończony. Powierzchnia czaszki jest pofałdowana. Oczodoły duże.
Upierzenie dorosłych (dotyczy podgatunku nominatywnego)Występuje dymorfizm płciowy w upierzeniu. U samca głowa, gardło i górna część szyi czarniawe, widoczny zielonkawy połysk, na ciemieniu z domieszką brązu, a na gardle fioletu. Niższa część szyi, pierś i spód ciała mają barwę miedzianopomarańczową z różowofioletową opalizacją i czarnym wzorem układającym się na wzór łusek. Środek brzucha i okolice kloaki, pokrywy podogonowe kasztanowe, o intensywnej barwie. Wierzch ciała miedziany, każde pióro ma czarną krawędź i plamkę przed końcem. Barkówki i pióra grzbietu mają płowe środki. Pióra na kuprze gęste, podobne do włosów, miedzianoczerwone. Pokrywy nadogonowe płowobrązowe z kasztanowymi końcówkami. Pokrywy skrzydłowe płowe, pokrywy skrzydłowe większe z fioletowo-rdzawymi krawędziami i czarniawymi wzorami. Lotki ciemnobrązowe, pokryte płowymi wzorami. Sterówki płowobrązowe, po bokach czerwonofioletowe, ozdobione licznymi brązowymi pasami. U samicy upierzenie w całości jest piaskowobrązowe, na szyi i po bokach piersi pokryte ciemnobrązowymi, niewyróżniającymi się wzorami. Gardło, boki głowy, środek piersi i brzuch są niemal jednokolorowe. Na bokach ciała wyraźnie widać V-kształtne plamy. Ciemię pokryte gęstymi, czarnymi wzorami. Pióra w niższej części karku i barkówki mają kasztanowe środki i płowy U-kształtny wzór przed końcem. Większość piór pozostałych części wierzchu ciała ma czarne nasady. Pokrywy skrzydłowe płowocynamonowe z czarnymi kropkami. Lotki ciemnobrązowe z płowymi pasami. Sterówki płowobrązowe z licznymi ciemnobrązowymi i płowymi paskami w centralnej części pióra.

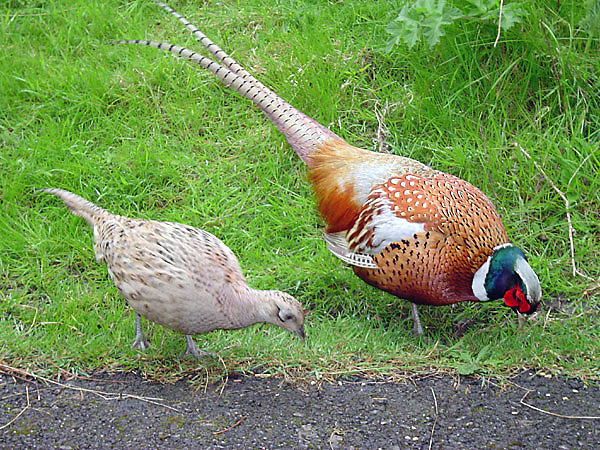
U bażantów, szczególnie samców, występuje duża zmienność upierzenia wśród ptaków różnych podgatunków. Na zdjęciu para przedstawicieli P. c. torquatus

Osobniki młodocianePrzypominają samice, jednak pióra w górnej części grzbietu bardziej matowe, z płowymi paskami wzdłuż stosin. Kuper i pokrywy nadogonowe bardziej brązowe, pokryte płowym wzorem. Wzory po bokach ciała nieregularne. Samce zyskują szatę młodocianą w wieku 6–8 tygodni, w wieku około 5 miesięcy uzyskują już dorosłe upierzenie; przez pierwsze miesiące życia jest ono mieszane.
PierzeniePierzenie u dorosłych trwa od czerwca do połowy października, u młodych od września do listopada.

## Ekologia i zachowanie
Bażanty są osiadłe. Zamieszkują podobne środowiska niezależnie od pory roku. Często mają podobne preferencje, co kuropatwy (Perdix perdix), ale szersze. Zasiedlają różnorodne siedliska otwarte i półotwarte, również bardziej podmokłe, obrzeża trzcinowisk, przedmieścia, parki, ogródki działkowe czy tereny ruderalne. Pojawiają się również na terenach górskich i na zboczach, subtropikalnych płaskowyżach, w zimnych dolinach i oazach otoczonych pustyniami i wysokimi górami. W miejscach introdukcji występują w podobnych środowiskach, jednak preferują obszary rolnicze. Są aktywne w ciągu dnia, szczególnie rankiem i późnym popołudniem. Przyjmują charakterystyczną skuloną postawę, co jakiś czas wyciągając głowę i namierzając potencjalne zagrożenie. Zimą często spotykane są osobne grupy samic i samców, przy czym te drugie liczą zwykle nie więcej niż 10 osobników. Obserwuje się również haremy, przeważnie złożone z jednego samca i dwóch samic; najwyższa zanotowana liczba kur w haremie to 18. Napotkawszy zagrożenie, są bardziej skłonne uciec, biegnąc, niż odlatując. Nocują na drzewach lub w gęstej roślinności na ziemi.
Trop asymetryczny, palec II wyraźnie krótszy od palca IV. Palec I mocno zredukowany, niekiedy nie odciska się w tropie. Całkowita długość tropu 65–75 mm, szerokość 60–65 mm.

### Pożywienie
Wszystkożerne; żywią się nasionami, jagodami i innymi niewielkimi owocami, korzonkami, zielonymi częściami roślin, niewielkimi bezkręgowcami, takimi jak ślimaki, oraz małymi kręgowcami. Zjadają również pączki z drzew. Mogą kopać w ziemi w poszukiwaniu bulw. Często zbierają żwir z poboczy dróg. Jego drobiny pełnią rolę gastrolitów. Odchody bażantów mają barwę brązowoczarnozieloną. Latem są bardziej płynne, gdyż wtedy ptaki spożywają więcej soczystej roślinności. Pojedyncze odchody liczą do 20 mm długości i 4–5 mm średnicy. Nierzadko w zagłębieniach wśród roślinności, w których odpoczywały bażanty, można napotkać ich większą ilość. Dzięki temu można rozpoznać, w którym miejscu bażanty gniazdują lub przebywają nocą.

### Lęgi

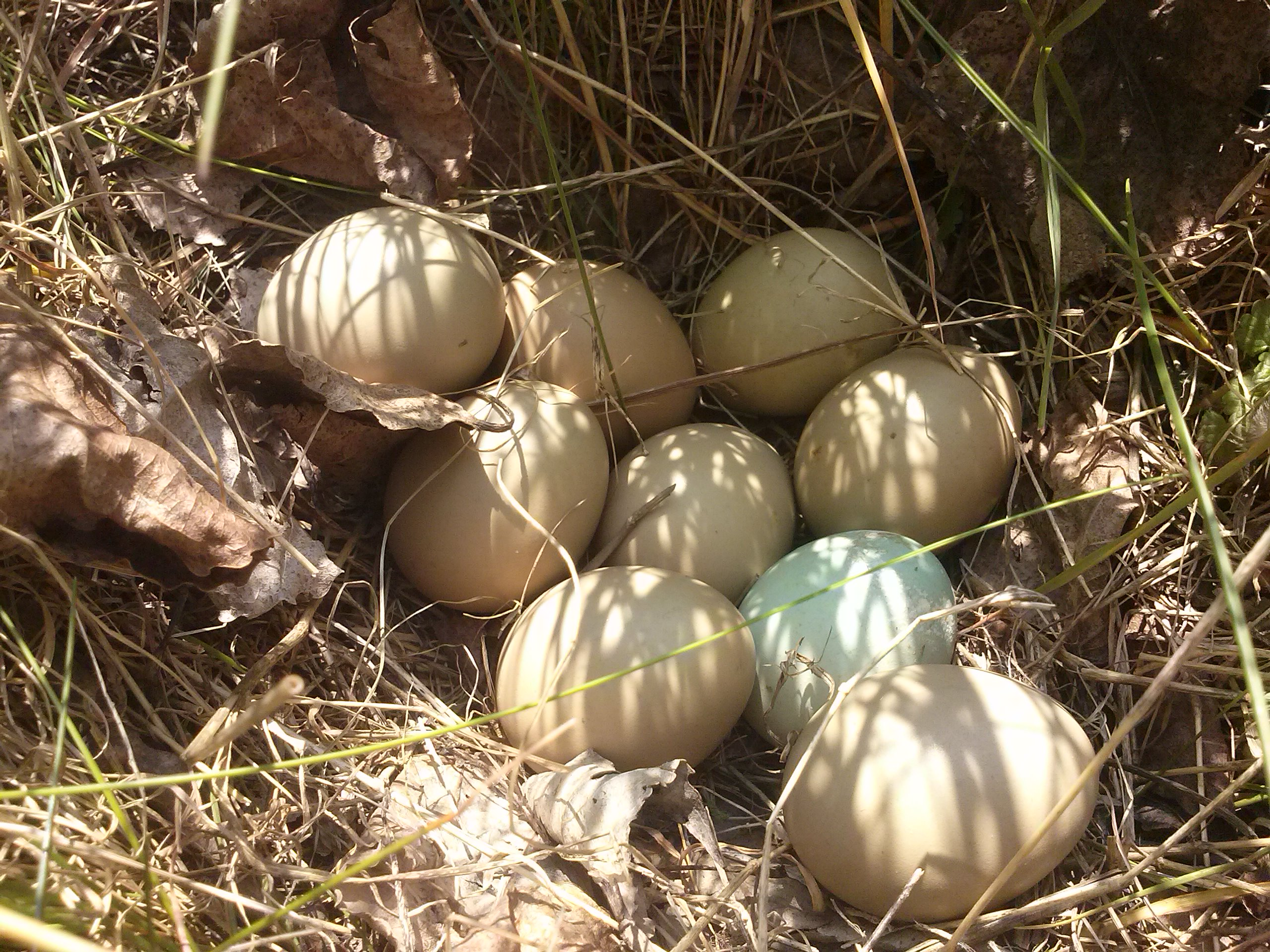
Gniazdo bażanta z jajkami

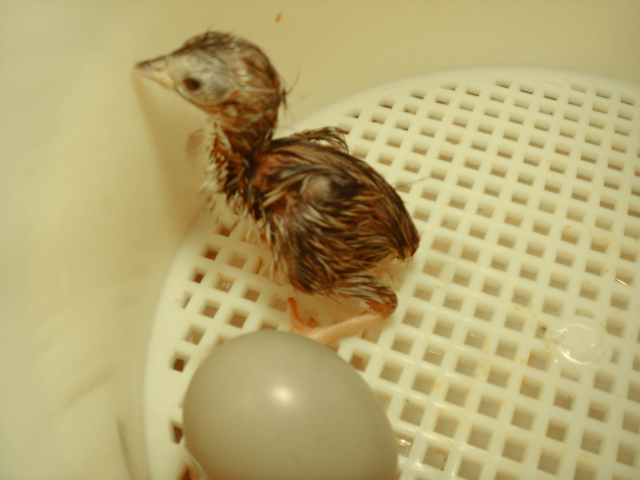
Świeżo wyklute pisklę

W Polsce samce już od jesieni skupiają wokół siebie samice. Część samców zimuje jednak samotnie lub w jednopłciowych stadach, a wiosną zapuszcza się w rewiry innych samców. Prowadzi to do walk, podczas których głośno pieją i energicznie trzepocą skrzydłami. Zachowanie to można sprowokować również głośnym dźwiękiem. Zaloty u bażantów przebiegają prosto. Samiec podczas żerowania co jakiś czas zatrzymuje się, wydaje z siebie głos ko-koro oraz potrzepuje skrzydłami lekko zadzierając i rozkładając ogon.
Okres lęgowy bardzo zmienny w zależności od miejsca występowania. W Azerbejdżanie okres składania jaj przypada na kwiecień i maj. W Jiangsu (centralne Chiny) rozpoczyna się w maju, w Turkmenistanie w kwietniu, w okolicach Amuru w maju–czerwcu. Brak pewnych informacji o porze lęgów w Australii; doniesienia mówią o zniesieniu w listopadzie, pisklęciu na początku grudnia i podlotach w styczniu i lutym (na Rottnest). Na Nowej Zelandii okres lęgowy trwa od końca czerwca do końca marca; najwięcej zniesień przypada na wrzesień–grudzień. W Stanach Zjednoczonych pora lęgowa trwa od kwietnia do maja.
Gniazdo zwykle znajduje się na ziemi w kępie traw lub pod osłoną na przykład krzewu. Utworzone jest z trawy; wyściółkę stanowią delikatniejsze trawy i pióra. W rodzimej części zasięgu bażanty składają od 8 do 14 jaj; odnotowywano jednak zniesienia liczące 1–28 jaj. W jednym z badań średnia długość jaja wyniosła 43,01 mm ± 1,84 cm, zaś szerokość 34,05 mm ± 1,44 cm (n = 938). Średnia ich masa wynosiła 29,2 ± 2,24 g. Jaja są stosunkowo małe, oliwkowobrązowe, niekiedy zielonawe, niebieskawe lub jasne, szarooliwkowe. Skorupka pozbawiona jest wzorów. Inkubacja trwa 22–25 dni.
Świeżo wyklute pisklęta porośnięte są miękkim brązowym puchem pokrytym kropkami. Ząb jajowy utrzymuje się do 1–2 dni po wykluciu, niekiedy odpada już po 5–6 godzinach od wyklucia. Średnia masa ciała dla świeżo wyklutych piskląt wynosi 23 g dla samców (21–26 g; n=14) i 22 g dla samic (19–26 g; n=12). Młode są zdolne do lotu po 10–12 dniach życia. Przeważnie młode pozostają wyłącznie pod opieką samicy; na Nowej Zelandii w 1 na 12 przypadkach młodymi zajmował się również samiec. Pozostają pod opieką samicy 10–12 tygodni. Dojrzałość płciową uzyskują po roku życia.

## Status i zagrożenia
IUCN uznaje bażanta za gatunek najmniejszej troski (LC, Least Concern) nieprzerwanie od 2014, kiedy to wydzielono bażanta pstrego (P. versicolor) do osobnego gatunku. Liczebność światowej populacji, wstępnie obliczona w oparciu o szacunki organizacji BirdLife International dla Europy z 2015 roku, mieści się w przedziale 160–220 milionów dorosłych osobników. Globalny trend liczebności populacji uznawany jest za spadkowy ze względu na utratę siedlisk i nadmierne polowania.
W Europie są to ptaki pospolite, dzikie populacje zasilane bywają osobnikami z niewoli. W Azerbejdżanie przedstawiciele P. c. talischensis zostali niemal całkowicie wytępieni wskutek nadmiernego odłowu i niszczenia środowiska życia. Stan tej populacji jest nieznany. W Europie populacja wykazuje trend wzrostowy.
W Polsce gatunek łowny. Na koguty można polować od 1 października do końca lutego. Na kury wolno polować jedynie na obszarach zamkniętych ośrodków hodowli, gdzie prowadzi się hodowlę wolierową i od 1 października do 31 stycznia. Możliwe, że część populacji na obszarach introdukcji nie utrzymałaby się bez regularnego zasilania ptakami z niewoli. Według szacunków Monitoringu Pospolitych Ptaków Lęgowych, w latach 2013–2018 krajowa populacja lęgowa liczyła 350–464 tysięcy par. Pomiędzy 2007 a 2018 rokiem liczebność populacji lęgowej wzrosła o około 46%. Bażant, jako gatunek introdukowany, nie został sklasyfikowany na Czerwonej liście ptaków Polski.
W jednym z badań dotyczących bażantów z Wielkiej Brytanii analizowano wpływ myszołowów zwyczajnych (Buteo buteo) na wypuszczone z niewoli bażanty. Dla drapieżników taka zdobycz jest łatwiejsza do zabicia niż ptaki dzikie. Według łowczych spośród 20 725 młodych bażantów wypuszczonych w latach 1994–1995 4,3% zostało zabitych przez myszołowy, 0,7% przez sowy, 0,6% przez krogulce zwyczajne (Accipiter nisus), 3,2% przez lisy rude (Vulpes vulpes), a 0,5% przez inne ssaki.
Badany był wpływ TCDD i podobnych do niej związków na rozwój zarodków i piskląt kur domowych, bażantów i przepiórek japońskich (Coturnix japonica). TCDD i podobne związki wykryto (2011) w kilku ekosystemach Wielkich Jezior Północnoamerykańskich. Objawy zatrucia są podobne na etapie rozwoju zarodkowego, jak i po wykluciu; obejmują śmierć, zahamowanie wzrostu i zaburzenia rozwoju, takie jak deformacje dzioba, brakujące oczy i wybrakowane upierzenie. Najmniej oporne na zatrucie TCDD okazały się embriony kurze; bażancie były drugie w kolejności.

## Hodowla

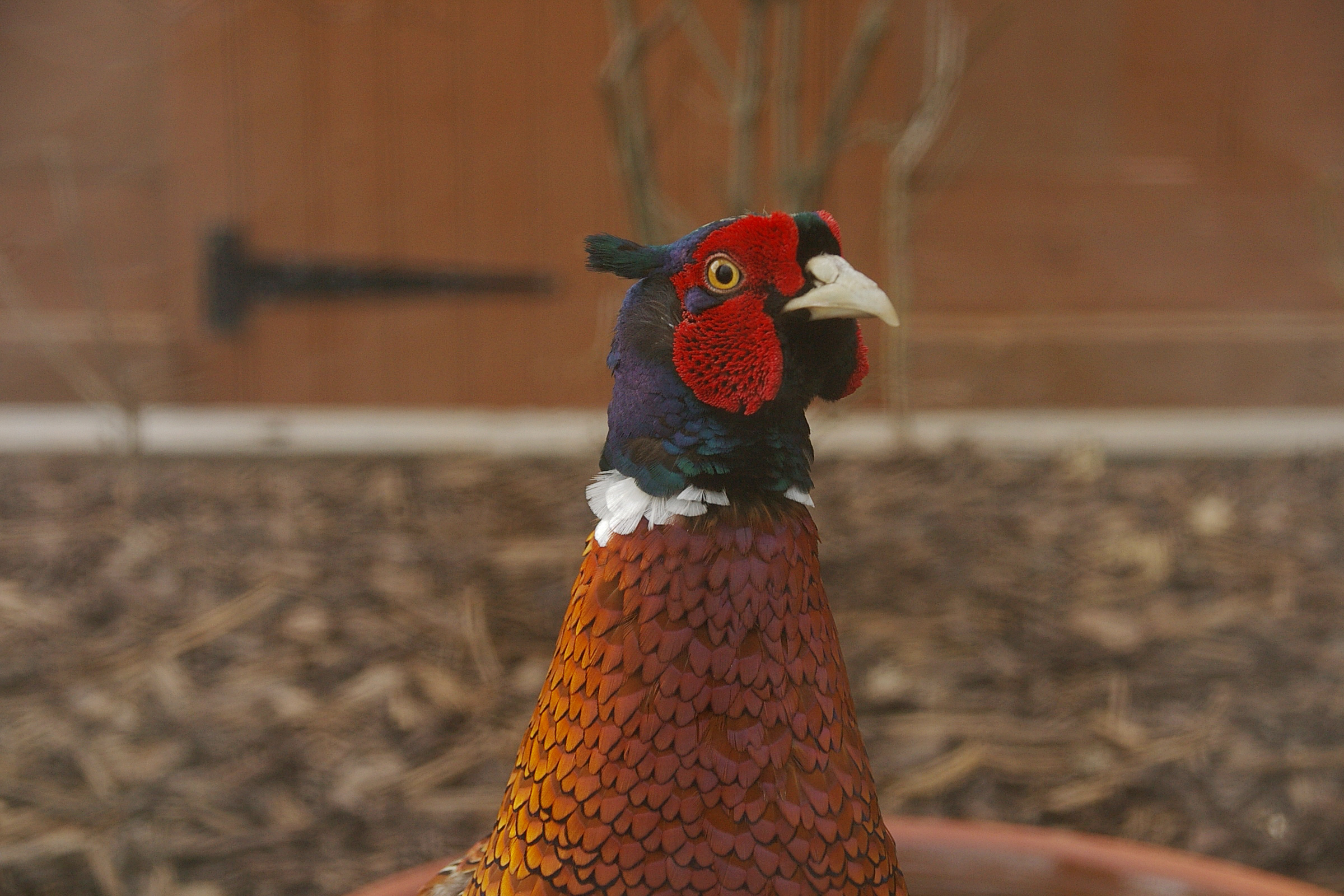
Bażanty (zwyczajne) Phasianus colchicus to najłatwiej adaptujące się bażanty. Na zdjęciu okaz z Elizabethan Gardens w Anglii

Bażanty są ptakami hodowlanymi. World Pheasant Association wymienia 49 gatunków, które w swej nazwie zawierają słowo pheasant (bażant); spośród nich bażanty (zwyczajne) Phasianus colchicus najłatwiej adaptują się w hodowlach. Hodowane są zarówno czysto hobbystycznie, jak i celem zasilania dzikich populacji i w celach gastronomiczno-kulinarnych. W okresie składania jaj z pojedynczej kury można otrzymać 40–170 jaj. Część używana jest do wylęgu. Woliera dla bażantów powinna być obsadzona roślinnością, która będzie służyła za schronienie. Bażanty Phasianus colchicus mogą być trzymane na przykład z tragopanami i innymi gatunkami bażantów. Aby uniknąć tworzenia płodnych mieszańców, powinny to być bażanty długoogonowe lub grzebieniaste.
W okresie odchowu umieralność bażantów na fermach może sięgać 30%, zaś w okresie rozrodczym 10%. U bażantów, szczególnie gdy trzymane są w nadmiernym zagęszczeniu, może występować pterofagia (wyrywanie sobie piór) i kanibalizm. Inną występującą u bażantów w hodowlach chorobą jest dna moczanowa. Dotyka zarówno piskląt, ptaków młodych, jak i dorosłych. Mogą ją powodować błędy w żywieniu (niedobór witaminy A, niedostateczna ilość podawanej wody, zawartość mykotoksyn w karmie) lub może pojawić się wtórnie przy chorobie nerek. Chorobę tę można wykryć przez badanie poziomu kwasu moczowego we krwi; norma wynosi 2–8 mg%. Dorosłe bażanty ze skazą moczanową wykazują dużą skłonność do dziobania się w okolicach kloaki. Przyczyną licznych strat na fermach bażantów bywają również ektopasożyty. Najpopularniejszymi pasożytami zewnętrznymi bażantów są roztocze piór, ptaszyniec oraz świerzbowce nóg i skóry. Występują również pasożyty wewnętrzne, najczęściej te wywołujące syngamozę. Podobnie jak inne ptaki hodowlane, bażanty narażone są na aspergilozę. Pięć schorzeń pochodzenia bakteryjnego, które najczęściej atakują bażanty, to salmonelloza, kolibakterioza, mykoplazmoza, pastereloza i gruźlica. Podobnie jak inne kurowate bażanty są podatne na pomór rzekomy drobiu (chorobę Newcastle). Epidemie tej choroby zdarzały się również u ptaków dzikich.

## Łowiectwo
Bażanty bywają trzymane w bażantarniach (bażanciarniach). Opis francuskiej bażanciarni w St. Germain w pierwszej połowie XIX wieku przybliża, jak wówczas wyglądała hodowla i polowania. W bażanciarni wychowywały się młode bażanty w liczbie kilkuset corocznie. Na jajach siedziały nie indyczki, jak w Polsce i Niemczech, ale kury. Po wykluciu się małych piskląt, przenoszono je na dzień do klatek umieszczanych na dworze, gdzie pisklęta karmiono drobno pokrajanym żółtkiem. Na noc wracały pod skrzydła kury – opiekunki. Gdy bażanty podrosły, latały po ogrodzie, wracając na wezwanie dozorcy (za pomocą gwizdu), karmiącego je żółtkiem i krupami. W ciągu następnych miesięcy, gdy nie było polowania, bażanty dziczały na terenach leśnych, rozmnażając się i opiekując potomstwem samodzielnie. Polowanie organizowano w sposób następujący: wynajęci ludzie płoszyli ukryte w krzakach ptaki z dwóch stron, w stronę idących środkiem myśliwych. Ci na sygnał strażnika, idącego obok, oddawali strzał. Strzelano jedynie do samców, podczas gdy złapane samice umieszczano w ogrodach, a na wiosnę zanoszono do wolier, by parzyły się tam z samcami. Zniesione jaja podkładano kurom w ciemnej izbie. Bażanciarnią zarządzał bażantnik.
W Polsce okres łowny na samce przypada od 1 października do końca lutego, a na samice od 1 października do końca stycznia i to wyłącznie na terenach Ośrodków Hodowli Zwierzyny.

## Symbolika

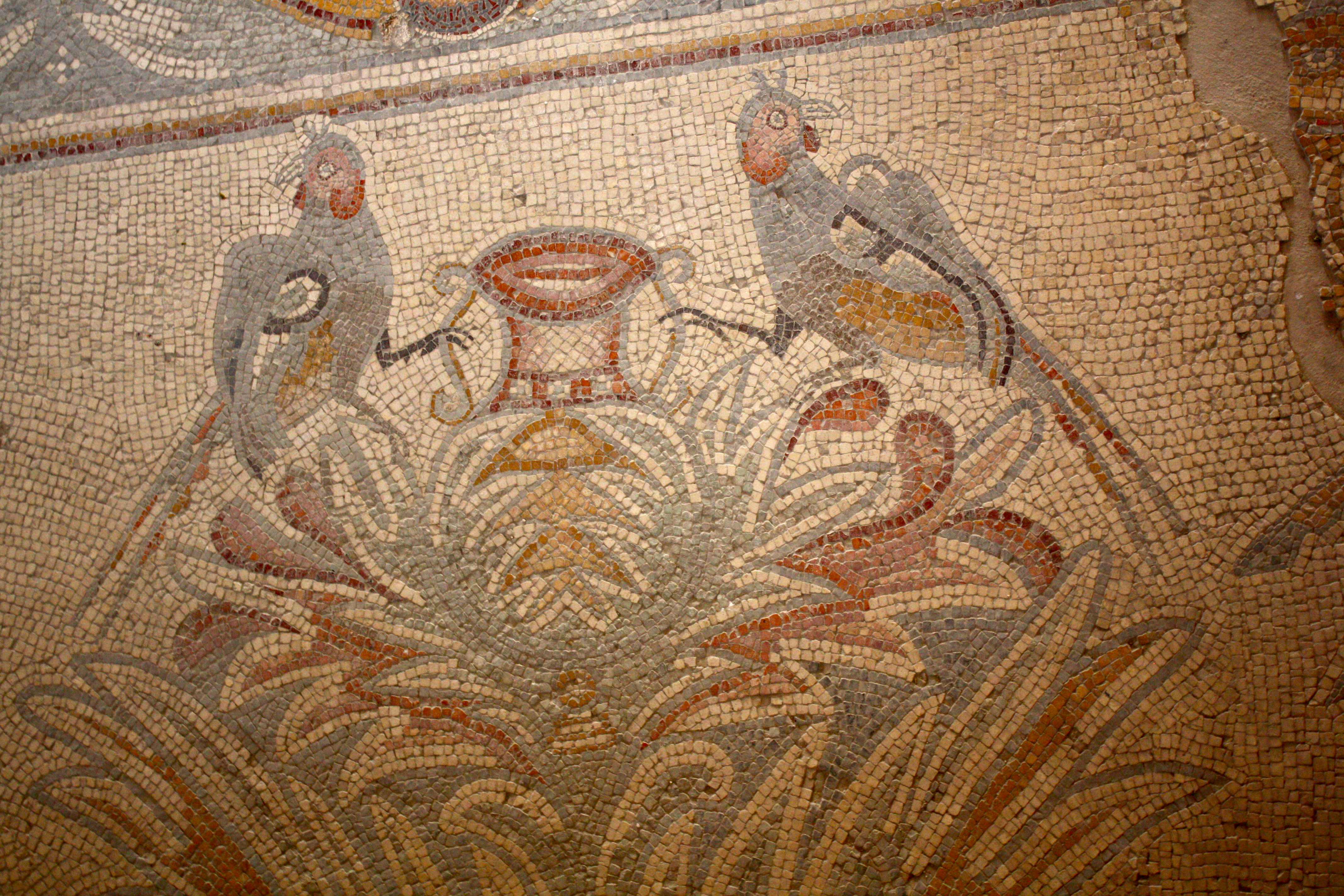
Bażanty przy naczyniu, mozaika na podłodze kościoła Apostołów w Madabie

W starożytnych Chinach bażant symbolizował cesarza i wyższych urzędników państwowych. Ze względu na swoje upierzenie kojarzony był ze słońcem i blaskiem, a z uwagi na furkotanie skrzydeł – z grzmotem. Był również symbolem męstwa, dobrobytu losu i talentu literackiego. W Japonii łączny był z boginią słońca Amaterasu, był symbolem miłości macierzyńskiej i troski. W sztuce chrześcijańskiej zachowanie bażanta broniącego piskląt łączone jest ze sposobem w jaki szatan kusi, a następnie pokonuje człowieka. Wizerunek bażanta umieszczano między innymi na posadzkach świątyń.

## Filatelistyka
Poczta Polska wyemitowała 28 lutego 1970 r. znaczek pocztowy o nominale 60 gr przedstawiający samca bażanta szlachetnego, w serii Ptaki łowne. Druk w technice offsetowej na papierze kredowym. Autorem projektu znaczka był Jerzy Desselberger. Znaczek pozostawał w obiegu do 31 grudnia 1994 r. Dawniej w języku polskim funkcjonowała nazwa bażant szlachetny.